# يوردان مينشيف
يوردان مينشيف (بالبلغارية: Йордан Минчев)‏ مواليد 17 أكتوبر 1998 في سليفن، هو لاعب كرة سلة بلغاري. بدأ مسيرته الاحترافية في سنة 2014. يلعب مع فريق فرشاتس في الدوري الصربي لكرة السلة. يحمل الرقم 22. لعب سابقا في الدوري التركي لكرة السلة.

## إحصائيات المسيرة

### الدوري الأوروبي
| السنة   | الفريق             | لعب | بدأ | دقيقة | ميداني% | ثلاثية | حرة | ارتداد | صنع | استلاب | تصدي | نقطة | أداء |
| ------- | ------------------ | --- | --- | ----- | ------- | ------ | --- | ------ | --- | ------ | ---- | ---- | ---- |
| 2016–17 | فنربخشة لكرة السلة | 2   | 0   | 8.05  | .0      | .0     | .0  | 1      | 0   | 0      | 0    | 0    | -3   |
| المسيرة | المسيرة            | 0   | 0   | 0     | 0       | 0      | 0   | 0      | 0   | 0      | 0    | 0    | 0    |

## روابط خارجية
- يوردان مينشيف على موقع الاتحاد الدولي لكرة السلة (الإنجليزية)
- يوردان مينشيف على موقع الدوري الأوروبي لكرة السلة (الإنجليزية)
- يوردان مينشيف على موقع كرة السلة الأوروبية.كوم (الإنجليزية)
- يوردان مينشيف على موقع DraftExpress.com (الإنجليزية)
- يوردان مينشيف على موقع ريلجم (الإنجليزية)
- يوردان مينشيف على موقع بروبوليرز (الإنجليزية)
- يوردان مينشيف على موقع سبورتس رفرنس (الإنجليزية)